# Robert Sheldon
Robert Sheldon (nascut el 3 de febrer de 1954) és un compositor, pedagog musical i director d'orquestra estatunidenc.

## Biografia
Sheldon va estudiar a la Universitat de Miami a Coral Gables, on va obtenir la seva llicenciatura en educació musical. També va estudiar a la Universitat de Florida a Gainesville (Florida), on va obtenir el seu màster en Belles Arts en direcció d'orquestra.
Va ser professor de música instrumental en escoles públiques de Florida (estat) i Illinois (estat). També va ensenyar direcció d'orquestra i música instrumental a la Universitat Estatal de Florida a Tallahassee. Aquí també va ser director de les orquestres de vent de la universitat i més tard va esdevenir professor. Sheldon també és professor de composició a la Universitat Bradley de Peoria (Illinois). L'editorial musical Alfred Publishing Company el va guanyar més tard com a cap de literatura de concerts per a orquestres de vent.
Com a professor i director, ha treballat en nombrosos tallers de les anomenades bandes d'honor regionals i de tot l'estat, i ha viatjat amb aquestes orquestres pels Estats Units i a l'estranger. També és el director principal del Prairie Wind Ensemble de l'Illinois Central College.
Sheldon és membre de diverses organitzacions que promouen la música i l'educació musical. L'Associació Americana de Directors de Banda Escolar li ha atorgat el Premi Volkwein per les seves composicions i, com a educador musical, ha rebut el Premi Stanbury. L'American Society of Composers, Authors and Publishers (ASCAP) li ha atorgat més de vint vegades el Premi ASCAP-Standard per les seves obres per a orquestra de vent. El 1990 va ser guardonat per l'Assemblea Internacional de Phi Beta Mu (fraternitat de directors) com a Director de Banda Destacat Internacional de l'Any.